# Mitsubishi Tip 87
Mitsubishi Tip 87 (japonsko:87式自走高射機関砲 hati-nana-šiki-jisou-kousya-kikan-hou, zahodna oznaka: Type 87 SPAAG) je japonski gosenični samovozni protiletalski top. Sistem je nameščen na šasijo od tanka Tip 74. Oborožen je z dvema 35 mm avtomatskima topovoma KDA. 
Sistem je načrtovalo in proizvajalo podjetje Mitsubishi Heavy Industries. Zgradili so 52 primerkov, edini uporabnik je Japonska vojska. 